# Le Mena'sen
Le Mena'sen är en ö i Kanada.   Den ligger i Sherbrooke i provinsen Québec, i den sydöstra delen av landet, 300 km öster om huvudstaden Ottawa.
Runt Le Mena'sen är det i huvudsak tätbebyggt. Runt Le Mena'sen är det ganska tätbefolkat, med 248 invånare per kvadratkilometer.